# John Leckie
Pour les articles homonymes, voir Leckie.
John Leckie (né le 23 octobre 1949)  est un ingénieur du son et producteur anglais.

## Biographie
D'abord engagé aux studios Abbey Road de Londres en tant qu'ingénieur du son, ce qui lui permet de travailler pour de nombreux artistes au cours des années 1970, dont Pink Floyd, Mott the Hoople, Roy Harper, John Lennon et George Harrison, John Leckie se lance ensuite dans la production. Il réalise plusieurs albums pour Be Bop Deluxe, XTC, Simple Minds, The Fall, etc. durant les années 1980. Leckie met ensuite son art du studio au service de The Stone Roses, The Verve ou encore Radiohead et Muse dans les années 1990.

## Récompenses
- Music Week award (meilleur producteur) en 1995 ;
- Q Award (meilleur producteur) en 1996 ;
- Brit award (meilleur producteur britannique) en 1997 ;
- Producer of the Year award du Music Managers Forum en 2001.

## Albums produits
- Sunburst Finish, Be Bop Deluxe (1976, Harvest)
- Modern Music, Be Bop Deluxe (1977, Harvest)
- Live! In the Air Age, Be Bop Deluxe (1977, Harvest)
- White Music, XTC (1977, Virgin)
- Drastic Plastic, Be Bop Deluxe (1978, Harvest)
- Go 2, XTC (1978, Virgin)
- Real Life, Magazine (1978, Virgin)
- Life in a Day, Simple Minds (1979, Arista)
- Real to Real Cacophony, Simple Minds (1979, Arista)
- Empires and Dance, Simple Minds (1980, Arista)
- Travelogue, Human League (1980, Virgin)
- Desire, Gene Loves Jezebel (1983, Beggars Banquet)
- The Wonderful and Frightening World of The Fall The Fall (1984, Beggars Banquet)
- The Strange Idol Patterns, Felt (1984, Cherry Red)
- This Nation's Saving Grace, The Fall (1985, Beggars Banquet)
- Immigrant, Gene Loves Jezebel (1985, Beggars Banquet)
- Getting The Holy Ghost Across, Bill Nelson (1985, CBS)
- 25 O'Clock, XTC sous le pseudo The Dukes of Stratosphear (1985, Virgin)
- Bend Sinister, The Fall (1986, Beggars Banquet)
- Psonic Psunspot, XTC sous le pseudo The Dukes of Stratosphear (1987, Virgin)
- Lumières & Trahisons, Marc Seberg (1987, Virgin)
- Every Dog Has His Day, Let's Active (1988, IRS)
- Space Blues, Felt (1988, Creation)
- The Stone Roses, The Stone Roses (1989, Silvertone)
- Le bout des nerfs, Marc Seberg (1990, Virgin)
- Dear 23, The Posies (1990, DGC Records)
- Cake, Trash Can Sinatras (1990, Go! Discs)
- And Love For All, The Lilac Time (1990, Fontana)
- Dance To The Holy Man, The Silencers (1991, RCA)
- Back In Denim, Denim (1992, London)
- A Storm In Heaven, The Verve (1993, Vernon Yard)
- Respect, Robyn Hitchcock and the New Egyptians (1993, A&M)
- Second Coming, The Stone Roses (1994, Geffen)
- Carnival of Light, Ride (1994, Creation)
- Elastica, Elastica (1994, Geffen)
- The Bends, Radiohead (1995, Parlophone)
- All Change, Cast (1995, Polydor)
- K, Kula Shaker (1996, Columbia)
- Green Man, Mark Owen (1996, RCA)
- Mother Nature Calls, Cast (1997, Polydor)
- Ladies and Gentlemen We Are Floating in Space, Spiritualized (1997, Arista)
- Miles from our home, Cowboy Junkies, (1998, Geffen)
- Showbiz, Muse (1999, Mushroom)
- Origin of Symmetry, Muse (2001, Mushroom)
- Missing You (Mi Yeewni), Baaba Maal (2001, Palm Pictures)
- A New Morning, Suede (2002, Columbia)
- Good Morning Aztlán, Los Lobos (2002, Mammoth)
- Happening for Love, John Power (2003, Eagle Records)
- Silence Is Easy, Starsailor (2003, EMI)
- Waiting for the Sirens' Call, New Order (2005, Warner)
- Z, My Morning Jacket (2005, ATO)